# De gezamenlijke zenders Peazens en Moddergat
De gezamenlijke zenders Peazens en Moddergat was een VPRO-radioprogramma gepresenteerd door Wim Bloemendaal dat uitgezonden werd via Radio 4 en later via 747 AM. De eerste uitzending vond plaats in 1992, de laatste op 31 mei 2006.
In het programma, met de ondertitel "het historisch verband tussen pop en muziek die nergens anders wordt gehoord dan op de plaats van herkomst," liet Wim Bloemendaal onbekende muziek uit alle delen van de wereld horen, soms met een verband met bekende hedendaagse muziek.
Het programma is genoemd naar de Friese plaatsjes Paesens en Moddergat. Hij had de naam gekozen vanwege het weidse uitzicht vanaf de dijk.
Uiteindelijk stopte hij met het programma; hij had er geen zin meer in omdat zijn programma naar steeds minder gangbare zenders en uitzendtijden werd verplaatst.